# Malcolm Fewtrell
Ernest Malcolm Fewtrell (28. September 1909 – 28. November 2005) war Detective Chief Superintendent in der Polizei von Buckinghamshire und Leiter der CID von Buckinghamshire. Er leitete die erste Untersuchung des Postzugraubes 1963.

## Frühes Leben
Fewtrell wurde in Ryde, auf der Isle of Wight, geboren, wo sein Vater Polizist war. Er besuchte die Reading School, dann verbrachte er 6 Monate in New South Wales, Australien, wo er als "Jackaroo" auf Schafherden aufpasste. Danach kehrte er nach Großbritannien zurück und wurde 1927 Polizeichef bei der Polizei von Buckinghamshire. Drei seiner fünf Brüder schlossen sich ebenfalls der Polizei an. Nachdem er in Uniform gedient hatte, trat er der CID Buckinghamshire bei. Er heiratete 1934 Anne Thomas, die Krankenschwester in dem Krankenhaus war, wo ihm der Blinddarm entfernt wurde.
Durch seine Tätigkeit als Polizist war er im Zweiten Weltkrieg vom Militärdienst befreit. Er stieg durch die Reihen der Polizei auf und wurde 1950 Detective Inspector in Chesham, 1954 Detective Superintendent und Leiter der CID in Buckinghamshire. Er war dort auch an den Ermittlungen nach den A6-Morden beteiligt.

## Der Postzugraub
Am 8. August 1963 wurde Fewtrell am frühen Morgen zur Bridgego Bridge in der Nähe von Linslade gerufen. Er war Leiter des CID Buckinghamshire in Aylesbury, und seine Pensionierung war innerhalb der nächsten zwölf Monate geplant.
Die gleisseitigen Signalleuchten waren manipuliert worden, um den Postzug Glasgow-London anzuhalten. Die Lokomotive und der Wagen, der Geld enthielt, das nach dem vorangegangenen Feiertagswochenende bei schottischen Banken deponiert worden war, waren von den anderen Wagen abgekoppelt worden, die bei Sears Crossing eine Meile zurückgelassen wurden. Die Bande von Räubern entkam mit 2.600.000 Pfund in gebrauchten Banknoten. Der Lokführer des Zuges, Jack Mills, war über den Kopf geschlagen worden und erholte sich nie ganz.
Fewtrell kam um 5 Uhr morgens am Tatort an und sammelte Beweise, bevor er Aussagen von Fahrern und Postbeamten am Bahnhof von Cheddington entgegennahm. Er stellte fest, dass etwa 15 Mann mit Kapuze in Overalls beteiligt waren. Fewtrell dachte ursprünglich, dass die Räuber über die nahegelegene Autobahn M1 nach London geflohen sein könnten, aber ein Mitglied der Bande hatte den Fehler gemacht, dem Postpersonal zu sagen, dass es sich eine halbe Stunde nach ihrer Abreise nicht bewegen solle, woraus die Polizei folgerte, dass ihr Versteck nicht weiter als ca. 50 Kilometer entfernt sein dürfe. Nachdem keine forensischen Beweise am Tatort gefunden worden waren, stürzte sich die Polizei auf eine große Suchaktion.
Die Ressourcen der Polizei von Buckinghamshire wurden aufgestockt, und Fewtrell riet dem Polizeichef von Buckinghamshire, die Metropolitan Police bei Scotland Yard hinzuzuziehen. In den folgenden Tagen arbeitete Fewtrell eng mit Detective Superintendent Gerald McArthur zusammen, um die Hinweise in der Region zu überprüfen, während Detective Chief Superintendent Tommy Butler und Detective Sergeant Jack Slipper die Spuren in London untersuchten. Das Versteck der Bande auf der Leatherslade Farm bei Oakley wurde einige Tage später entdeckt. Nachdem die Farm von der örtlichen Polizei gefunden worden war, besuchte Fewtrell es mit zwei Detektiven der Metropolitan Police. Sie fanden dort Lebensmittel, Getränke und Gegenstände aus dem Zug, die alle mit Fingerabdrücken bedeckt waren. Wie Fewtrell sich später erinnerte, "ist der ganze Ort ein großer Hinweis." Fewtrell vernahm auch Brian Field, einen Anwaltsgehilfen, der den Räubern geholfen hatte, ihr Versteck zu kaufen: Field gestand die Verantwortung für eine Hotelrechnung, die mit einem Teil des gestohlenen Geldes bezahlt wurde. Der größte Teil der Bande wurde verhaftet; die ersten Verhaftungen fanden am 15. August statt.
Der Prozess gegen die Bandenmitglieder wurde im Januar 1964 in Aylesbury eröffnet. Das Gebäude des Amtsgerichts war für die Zahl der Angeklagten, Anwälte, Zeugen und Journalisten zu klein, so dass der Prozess stattdessen in den Büros des Bezirksrates von Aylesbury stattfand. Fewtrell war für die Sicherheit des Veranstaltungsortes und der Angeklagten sowie für die Beweismittel (einschließlich 300.000 £ in bar, die zurückgefordert wurden) verantwortlich.
Fewtrells letzter Diensttag bei der Polizei war der 16. April 1964, als er wegen der Verurteilung vor Gericht kam. Sechs der zwölf Angeklagten wurden zu 30 Jahren Gefängnis verurteilt – insgesamt 307 Jahre dazwischen.

## Späteres Leben
Mit dem Journalisten Ronald Payne schrieb Fewtrell am 19. und 26. April 1964 zwei lange Artikel in The Sunday Telegraph und 1964 ein Buch, The Train Robbers.
Nachdem er bei der Polizei aufgehört hatte, arbeitete er am Polytechnikum Portsmouth als Unterkunftsbeamte. 1974 zog er sich ein zweites Mal zurück nach Swanage in Dorset, wo er die Nachbarschaftswache leitete.
Er starb im Poole Hospital nach einem Schlaganfall. Sein Nachruf im Daily Telegraph erwähnte eine vorübergehende Ähnlichkeit mit John Thaw, der Inspektor Morse spielt.
| Personendaten    | Personendaten            |
| ---------------- | ------------------------ |
| NAME             | Fewtrell, Malcolm        |
| ALTERNATIVNAMEN  | Fewtrell, Ernest Malcolm |
| KURZBESCHREIBUNG | englischer Polizist      |
| GEBURTSDATUM     | 28. September 1909       |
| STERBEDATUM      | 28. November 2005        |